# Malkwang
Malkwang (nep. मुल्कवाङ) – gaun wikas samiti w zachodniej części Nepalu w strefie Dhawalagiri w dystrykcie Myagdi. Według nepalskiego spisu powszechnego z 2001 roku liczył on 327 gospodarstw domowych i 1617 mieszkańców (865 kobiet i 752 mężczyzn).